# أسطول غواصات يو الثامن عشر
أسطول يو-بوت الثامن عشر ( الألمانية 18. Unterseebootsflottille ) كانت وحدة غواصات تابعةلكريغسمارين النازية في ألمانيا  خلال الحرب العالمية الثانية. 
تشكل الأسطول في هيل ببولندا في يناير 1945 تحت قيادة كورفيتنكابيتن رودولف فرانزيوس. رسميا أسطول التدريب (جير. Ausbildungsflottille) ، تشكلت من أربعة غواصات شاركت في القتال في بحر البلطيق. تم حلها في مارس 1945. 

## الغواصات التابعة
تم تعيين أربعة غواصات يو لهذا الأسطول أثناء فترة خدمته. 
- يو-1008
- يو-1161
- يو-1162
- يو دي-4